# Хеннерсдорф (Нижняя Австрия)
Хеннерсдорф (нем. Hennersdorf (Niederösterreich)) — коммуна (нем. Gemeinde) в Австрии, в федеральной земле Нижняя Австрия. 
Входит в состав округа Мёдлинг.  Население составляет 1444 человека (на 31 декабря 2005 года). Занимает площадь 5,48 км². Официальный код  —  3 17 11.

## Политическая ситуация
Бургомистр коммуны — Курт Кремцар (СДПА) по результатам выборов 2005 года.
Совет представителей коммуны (нем. Gemeinderat) состоит из 19 мест.
- СДПА занимает 10 мест.
- АНП занимает 7 мест.
- Партия HEBI занимает 2 места.